# 六朝博物馆

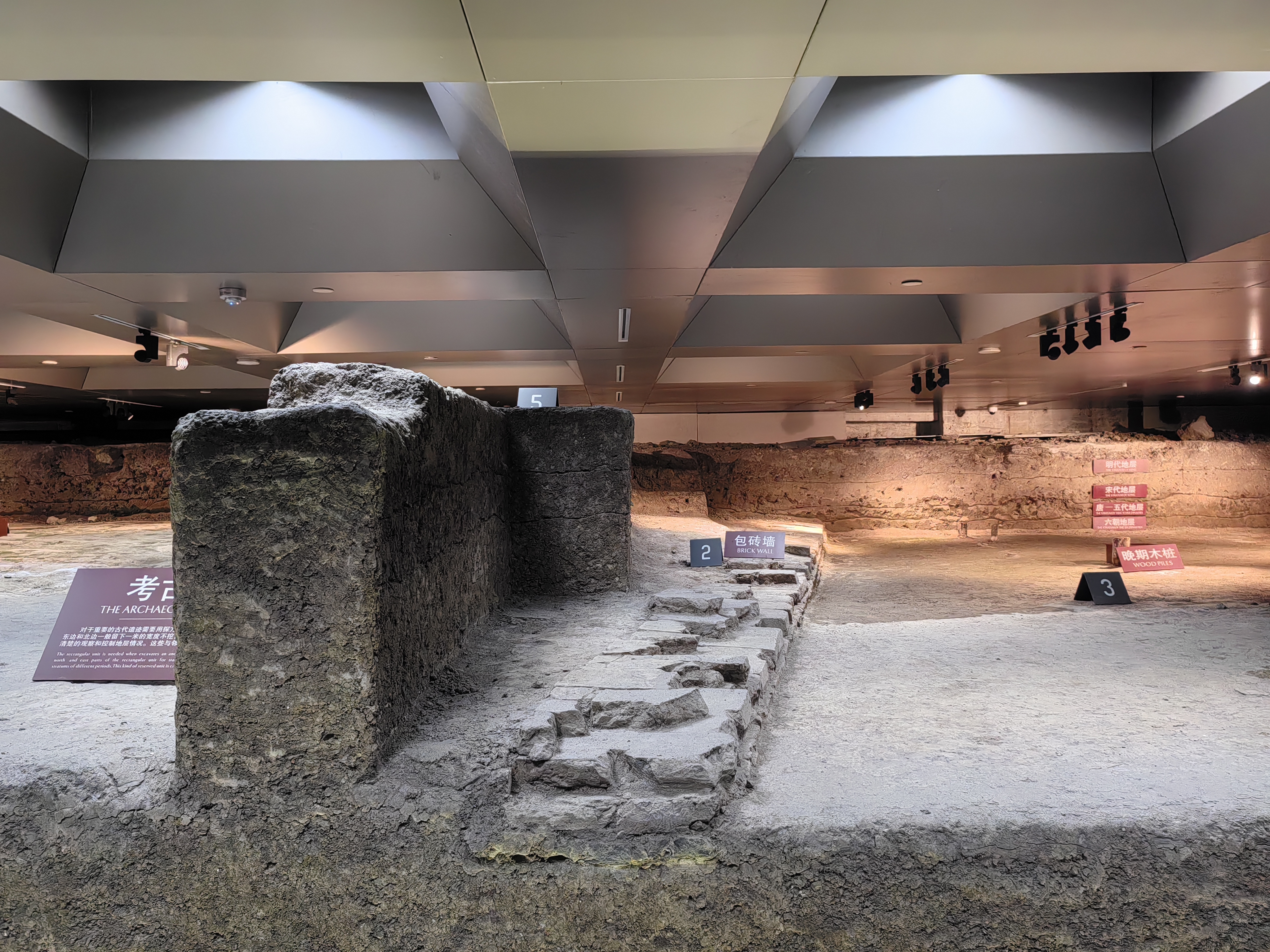
博物館地下層的六朝建康都城遗址

六朝博物馆（The Oriental Metropolitan Museum）是一个专题断代史博物馆，也是组成南京市博物总馆的9家分支文博馆之一，属于南京市文化广电新闻出版局管理。它位于江苏省南京市玄武区长江路302号。
六朝博物馆座落在六朝建康城考古遗址一角，负一层展厅“六朝帝都”主要是考古发掘出的一段长25米的建康宫城夯土城墙（2008年发现，原地展示）和大型排水设施遗迹（2007年在邓府巷发现），以及生活实物。地上三个楼层分别设“六朝风采”、“六朝人杰”和“回望六朝”展览，着重以审美的视角来展示南京在公元3-6世纪六朝时期作为“东方大都会”的璀璨文化。
六朝博物馆于2014年8月11日竣工开放，由美国贝氏建筑事务所设计，建筑面积2.3万多平方米。展厅的空间设计重视几何形体及光影效果的运用，充分体现贝式建筑的风格。获得年度全国博物馆十大陈列精品称号。